# Trematocephalus obscurus
Trematocephalus obscurus är en spindelart som beskrevs av Denis 1950. Trematocephalus obscurus ingår i släktet Trematocephalus och familjen täckvävarspindlar.
Artens utbredningsområde är Frankrike. Inga underarter finns listade i Catalogue of Life.